# Crown City Rockers
I Crown City Rockers sono un gruppo di alternative hip hop proveniente dalla California.

## Discografia
- 2001: One
- 2004: Earthtones
- 2009: The Day After Forever